# 八点鐘が鳴るとき
『八点鐘が鳴るとき』（はってんしょうがなるとき、When Eight Bells Toll）は、1971年のイギリスのアクション映画。

## 概要
本作のストーリーはアリステア・マクリーンの小説『八点鐘が鳴る時』(矢野徹訳、早川書房、1968、のち文庫）が原作。
なお、スクーラス役のジャック・ホーキンスは1966年に受けた喉頭癌の手術により声を失っていたため、チャールズ・グレイが吹き替えている。

## キャスト
| 役名                   | 俳優                       | 日本語吹替                          | 日本語吹替                                                                              |
| 役名                   | 俳優                       | 日本テレビ版                        | テレビ朝日版                                                                            |
| ---------------------- | -------------------------- | ----------------------------------- | --------------------------------------------------------------------------------------- |
| フィリップ・カルバート | アンソニー・ホプキンス     | 平林尚三                            | 内海賢二                                                                                |
| アンクル・アーサー     | ロバート・モーレイ         | 高木均                              | 河村弘二                                                                                |
| シャルロット           | ナタリー・ドロン           | 真山知子                            | 小原乃梨子                                                                              |
| スクーラス             | ジャック・ホーキンス       | 渡辺文雄                            | 渡部猛                                                                                  |
| ラボルスキー           | ファーディ・メイン         | 千葉耕市                            | 柴田秀勝                                                                                |
| ハンズレット           | コリン・レッドグレイヴ     | 津嘉山正種                          | 津嘉山正種                                                                              |
| ティム・ハッチンスン   | レオン・コリンズ           | 藤本譲                              | 木原抄二郎                                                                              |
| チャーンレイ卿         | デレク・ボンド             | 宮川洋一                            | 梓欣造                                                                                  |
| スー・カークサイド     | ウェンディ・オルナット     | 加川三起                            | 川島千代子                                                                              |
| ウィリアムズ           | モーリス・ローヴ           | 仲木隆司                            |                                                                                         |
| イムリー               | ピーター・アーン           | 城山知馨夫                          |                                                                                         |
| クイン                 | オリヴァー・マクグリーヴィ | 峰恵研                              |                                                                                         |
| デュラン               | ジョン・クロフト           | 徳丸完                              |                                                                                         |
| カークサイド           | トム・チャット             | 国坂伸                              |                                                                                         |
| マクドナルド           | チャーリー・スチュワート   | 宮沢元                              |                                                                                         |
| 不明 その他            |                            |                                     | 清川元夢 田中康郎 若本紀昭 杉田俊也 政宗一成 中島喜美栄 宮下勝 石森達幸 徳丸完 笹岡繁蔵 |
|                        |                            |                                     |                                                                                         |
| 演出                   | 演出                       |                                     | 左近允洋                                                                                |
| 翻訳                   | 翻訳                       |                                     | 山田小夜子                                                                              |
| 効果                   | 効果                       |                                     | PAG                                                                                     |
| 調整                   | 調整                       |                                     | 栗林秀年                                                                                |
| 制作                   | 制作                       |                                     | グロービジョン                                                                          |
| 解説                   | 解説                       | 水野晴郎                            | 淀川長治                                                                                |
| 初回放送               | 初回放送                   | 1975年11月25日 『水曜ロードショー』 | 1979年11月25日 『日曜洋画劇場』                                                         |

- 日本テレビ版吹替はスティングレイより発売されたDVDに収録される予定だったが、権利元が音源テープを紛失していた為見送りとなった。